# レオン・コメール
レオン・コメール（Léon François Comerre、1850年10月10日 – 1916年2月20日）はフランスの画家である。アカデミック美術の画家の一人で、人物画や「オリエンタリズム」の絵画を描いた。

## 略歴
ノール県のトルロン(Trélon)で教師の息子に生まれた。1853年に家族とリールに移った。幼いころから美術に関心を示し、リールの美術学校に入学し、アルフォンス・コラ(Alphonse Colas: 1818-1887)に学んだ。1867年に美術学校で賞を受賞し、ノール県の奨学金を得て、パリ国立高等美術学校に進み、アレクサンドル・カバネルに学んだ。この頃、カバネルに学んでいた画家は「オリエンタリズム」の作品を描く画家が多かった。
1871年からサロン・ド・パリに出展を始め、1875年と1881年にサロンで賞を得た。1875年にローマ賞を受賞し、ローマ留学の奨学金を得て、1876年から1879年まで在ローマ・フランス・アカデミーで学んだ。
アントウェルペンの国際博覧会の展覧会やアメリカ、オーストラリアの展覧会、イギリスのロイヤル・アカデミー・オブ・アーツやグラスゴーの美術協会の展覧会へも出展した。1903年にレジオンドヌール勲章（シュヴァリエ）を受勲した。
パリのスタジオで活動した後、パリ郊外のル・ヴェジネに邸を建て、1885年にル・ヴェジネに移った。没するまでル・ヴェジネに住み、市会議員も務めた。
アレクサンドル・カバネルの学生だった画家のジャクリーヌ・パトン(Jacqueline Comerre-Paton: 1859–1955)と結婚した。息子のMaxime Comerreは建築家になった。

## 作品

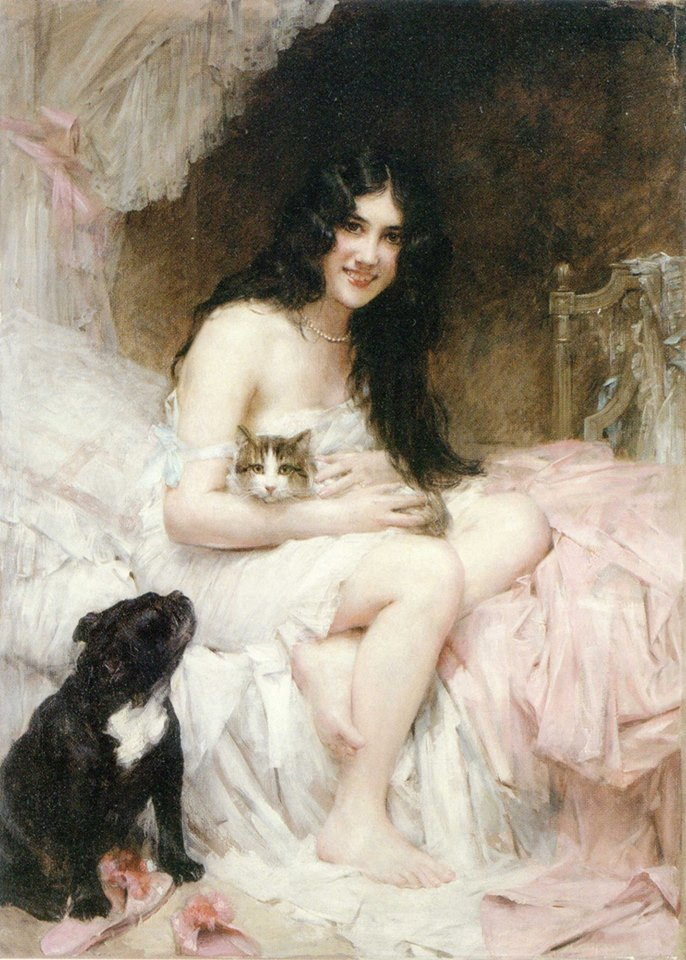
Calinerie
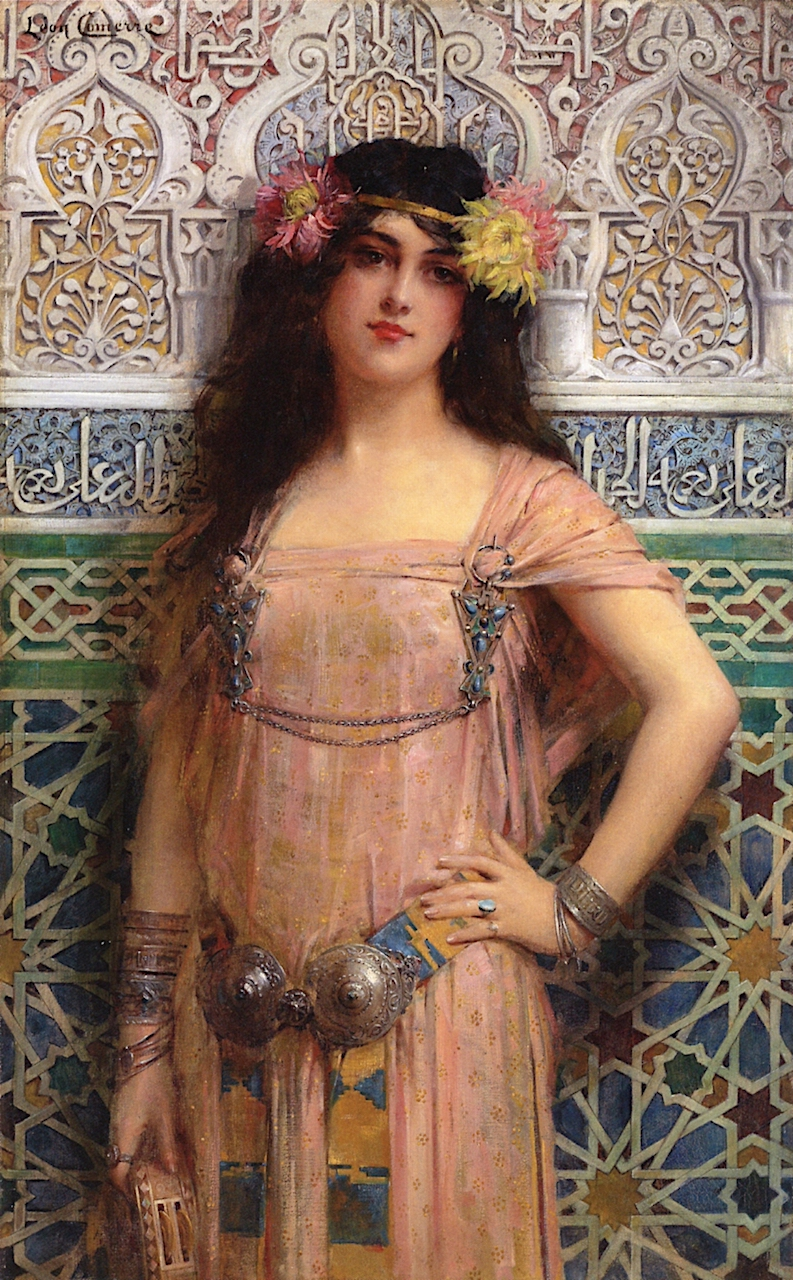
La Favorite
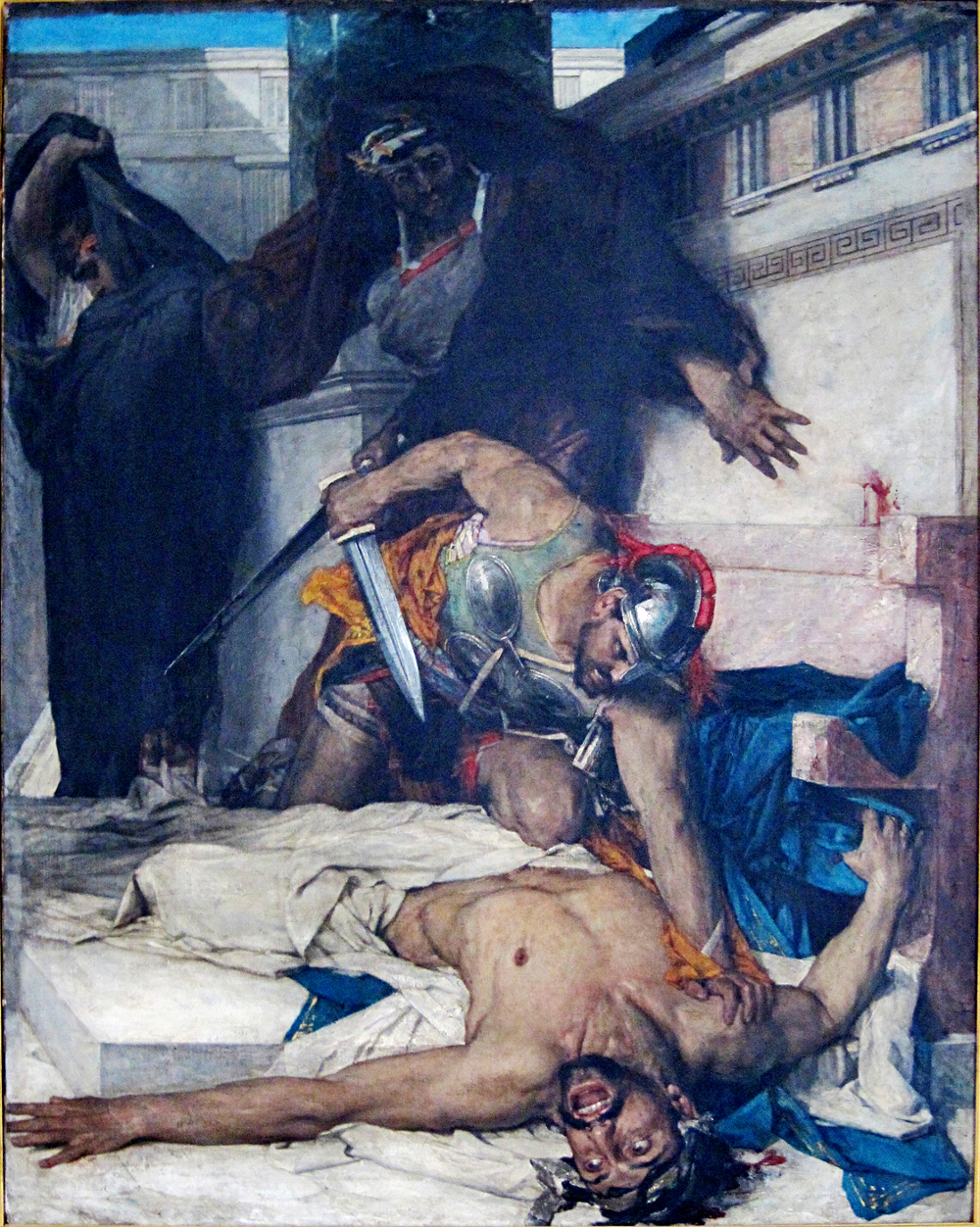
La mort de Timophane.
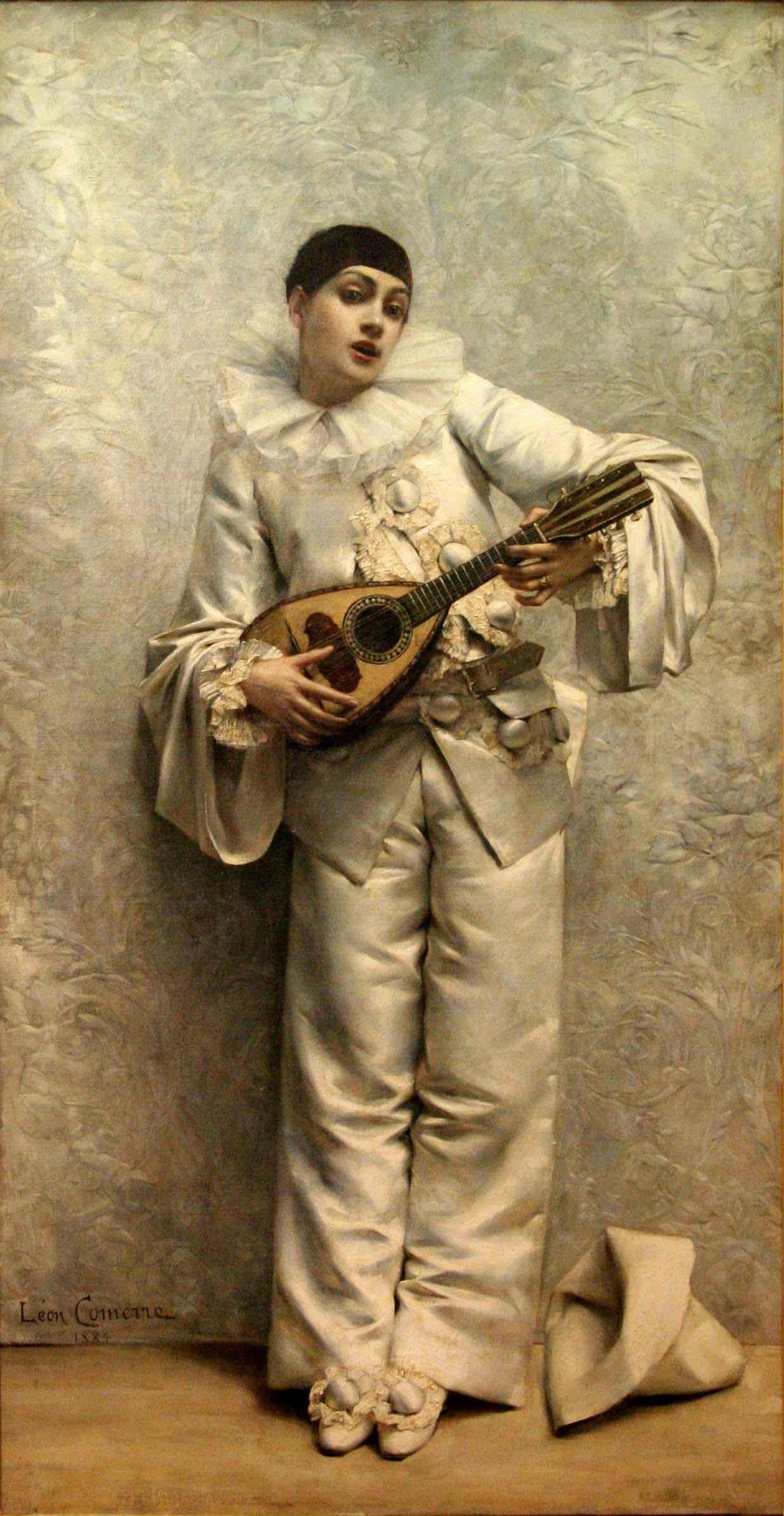
Pierrot jouant de la mandoline

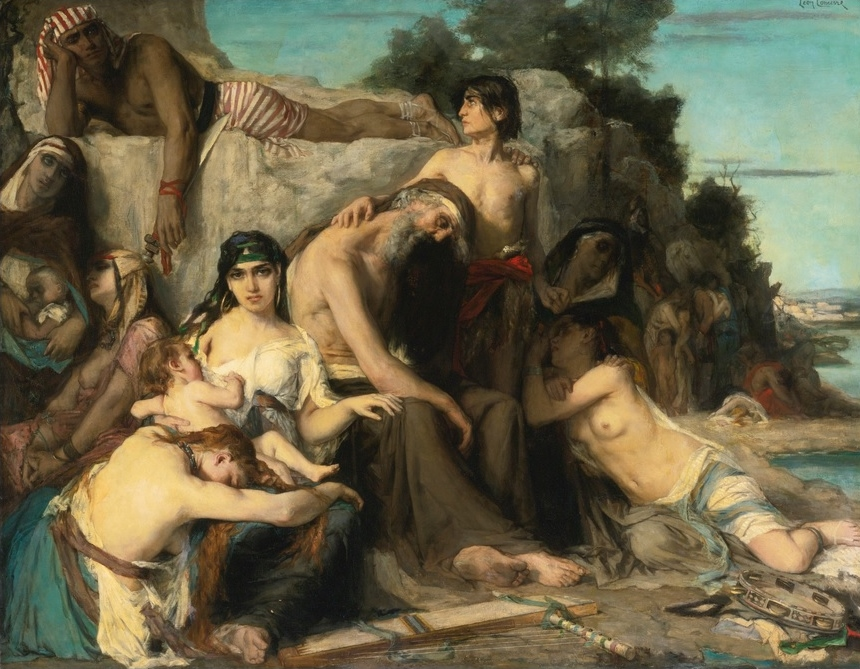
La captivité des juifs à Babylone
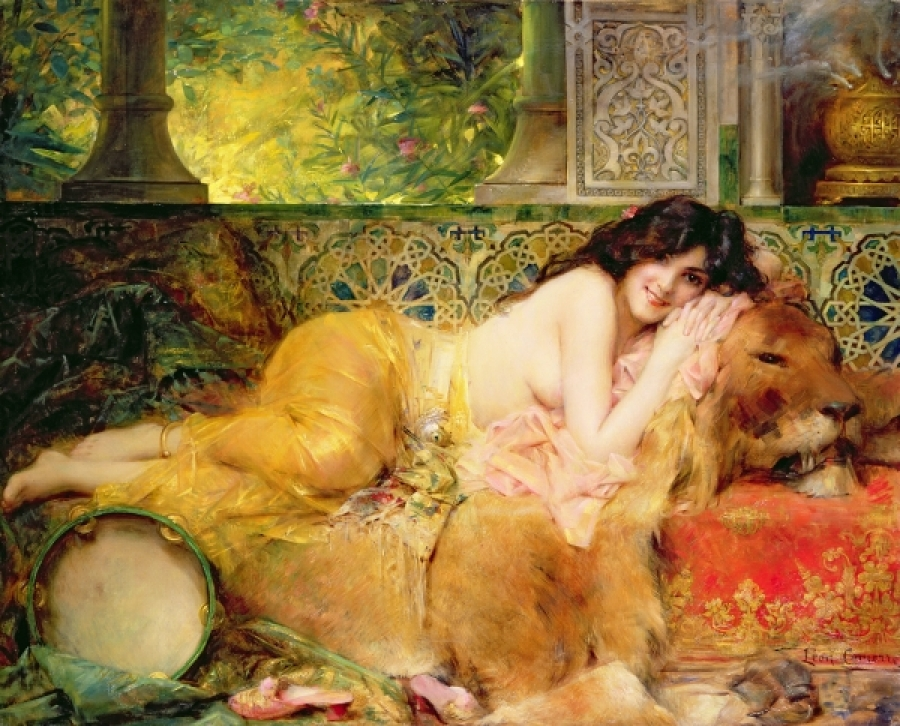
Divan
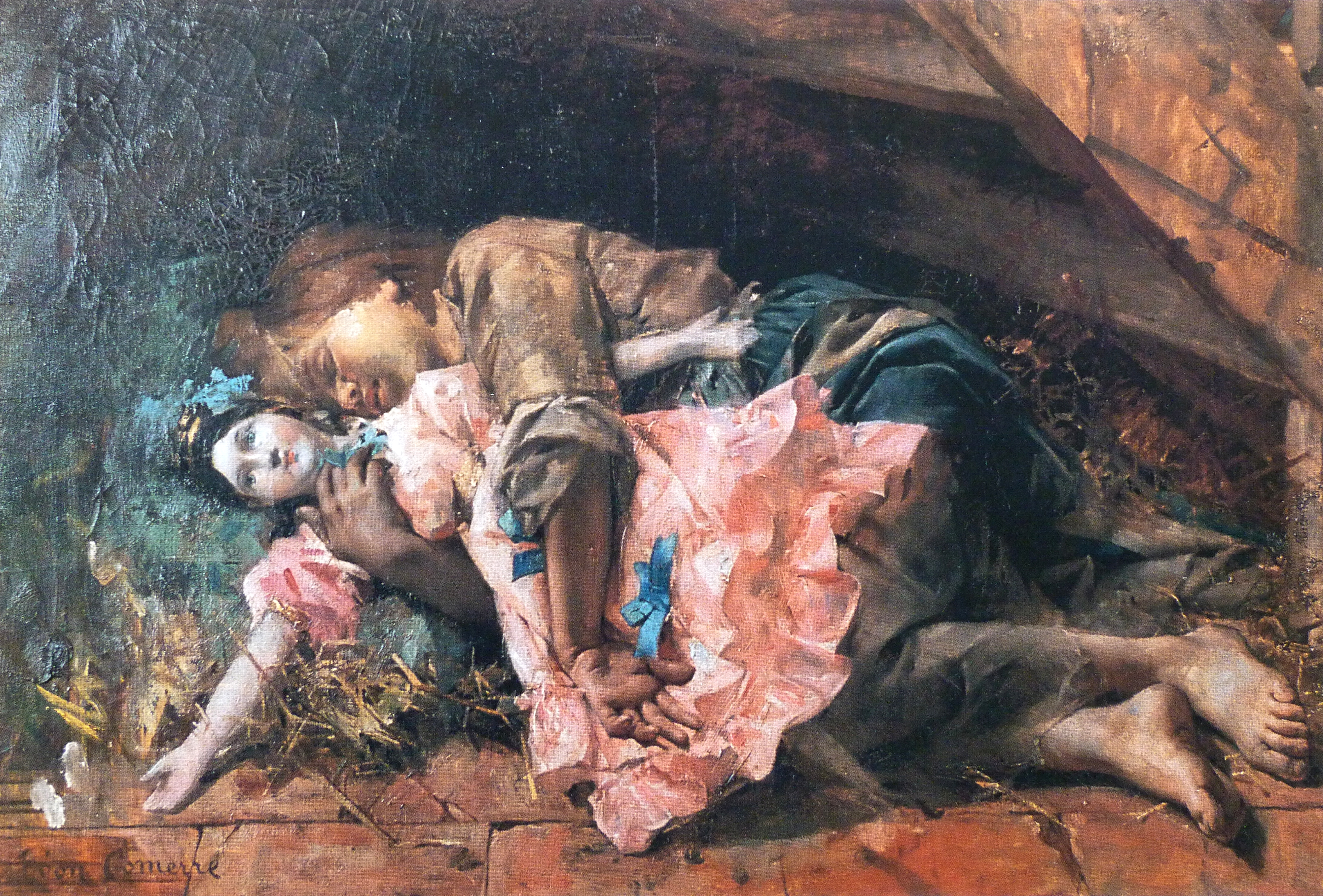
La poupée de Cosette